# Kolo na hřídeli

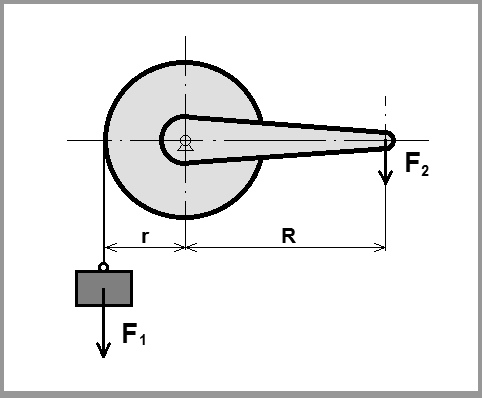
Schema kola na hřídeli

Kolo na hřídeli je jednoduchý stroj, jehož základem jsou dvě pevně spojené části (větší a menší kolo, kolo a hřídel), které se otáčejí kolem jedné osy.
Působí-li na větší kolo síla člověka nebo stroje, pak menší kolo působí větší silou na těleso (břemeno). Kolo na hřídeli je založeno na principu páky – čím větší je rameno, na které síla působí, tím je tato síla menší. Oproti páce se kolo na hřídeli liší především možností otáčení o 360° (i více).
Podmínka rovnováhy na kole na hřídeli:
{\displaystyle F_{1}.r=F_{2}.R}
kde F1 je síla působící na menší kolo o poloměru r, F2 je síla působící na větší kolo o poloměru R
Kolo na hřídeli lze najít v nástrojích jako rumpál, klíč na utahování, pedály kol, kohoutky na vodu, volant v autě, kormidlo, atd.

## Související články

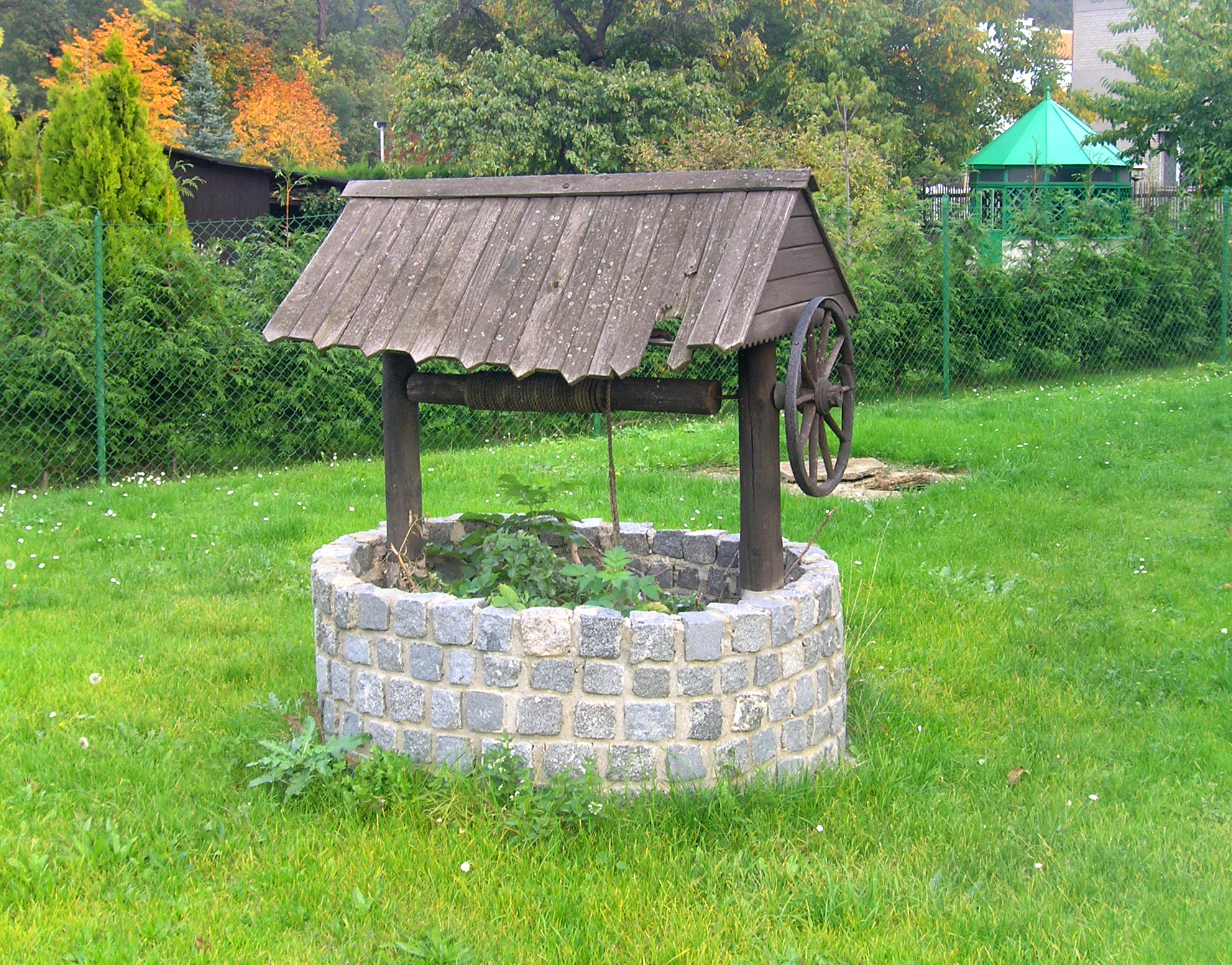
Rumpál u studně jako typický příklad kola na hřídeli